# Église Sainte-Catherine de Lille
Pour les articles homonymes, voir église Sainte-Catherine.
L'église Sainte-Catherine est située rue Sainte-Catherine dans le quartier du Vieux-Lille à Lille dans le département français du Nord en région Hauts-de-France.
C'est une église-halle à trois nefs de même hauteur dédiée à sainte Catherine d'Alexandrie. Elle a été classée Monument historique en août 1991.
Ce site est desservi par la station de métro Rihour.

## Historique
De style gothique flamboyant, l'église actuelle a été élevée à partir de la fin du XVe siècle sur l'emplacement d'un lieu de culte antérieur. 
La paroisse s'est constituée au cours du XIIIe siècle sur les jardins des chanoines de la collégiale Saint-Pierre. Ce quartier est l'ancien faubourg de Weppes entouré par une extension de l'enceinte de la ville. Cet agrandissement de la ville a succédé à celui englobant les paroisses de Saint-Maurice et de Saint-Sauveur.   L'existence  de la paroisse est attestée depuis 1273.  La plus ancienne cloche porte la date de 1403.
La nef est érigée entre 1485 et 1487, la tour entre 1500 et 1504 et le chœur entre 1539 et 1542. Les chapelles latérales qui l'encadrent ont été agrandies au début du XVIIIe siècle, en 1725, côté nord, et entre 1726 et 1727, côté sud.
L'église a été à de nombreuses reprises réaménagée. Transformée en grange pendant la Révolution, elle perd alors une grande part de ses boiseries et de son mobilier : les confiscations révolutionnaires sont rassemblées à l'ancien couvent des récollets, rue des Arts à Lille. Rendue au culte en 1797, elle sera remeublée tout au long du XIXe siècle, parée de fausses voûtes d'ogives en plâtre entre 1857 et 1862 puis restaurée dans les années 1960.
Sa tour a accueilli le télégraphe optique de Claude Chappe de 1795 à 1846, et elle a servi de vigie au guetteur au feu jusqu'en 1891.

## Description

### Architecture
Sainte-Catherine est une église-halle à 3 vaisseaux de 4 travées dont la nef centrale est précédée d'une tour carrée. L'édifice ne comporte qu'un seul niveau et tous les vaisseaux sont de même hauteur et de même largeur.

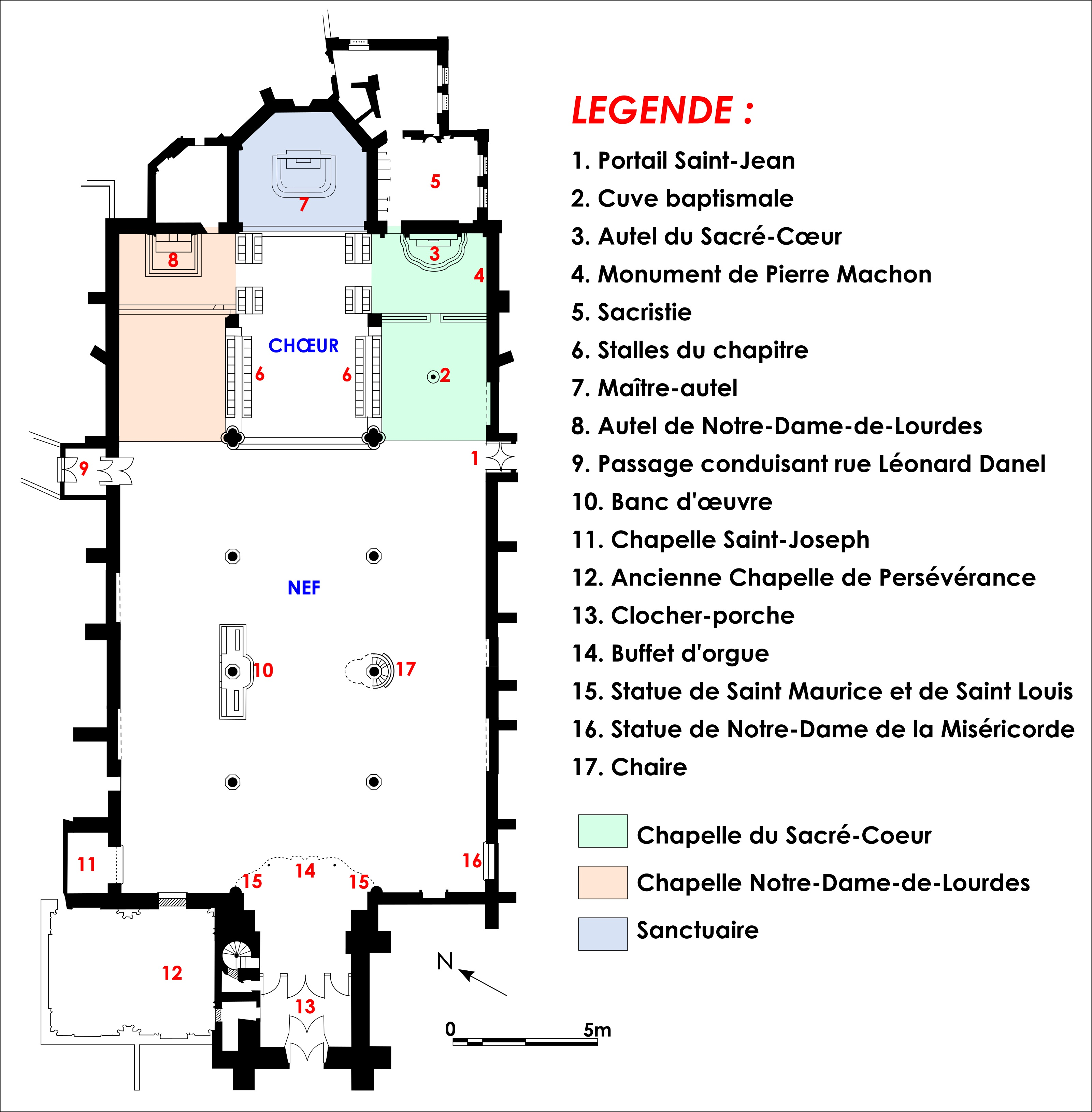
Plan schématique de l'église Sainte-Catherine de Lille

Extérieur de l'église Sainte-Catherine de Lille
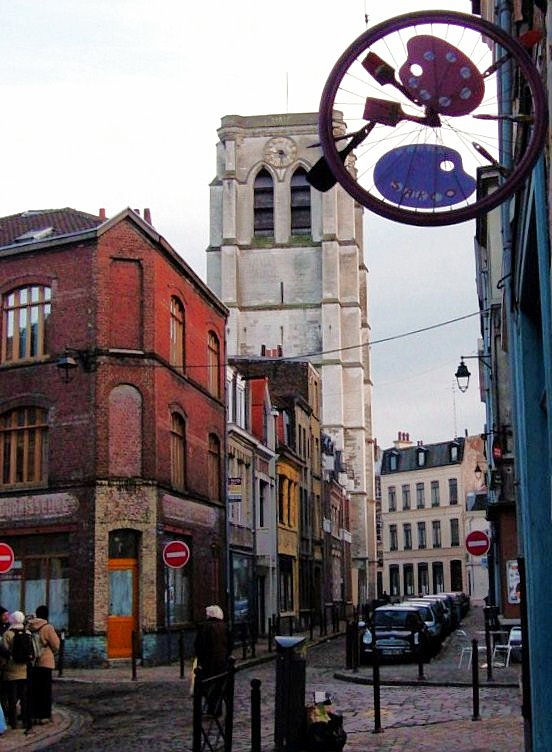
Le clocher depuis la rue Sainte-Catherine
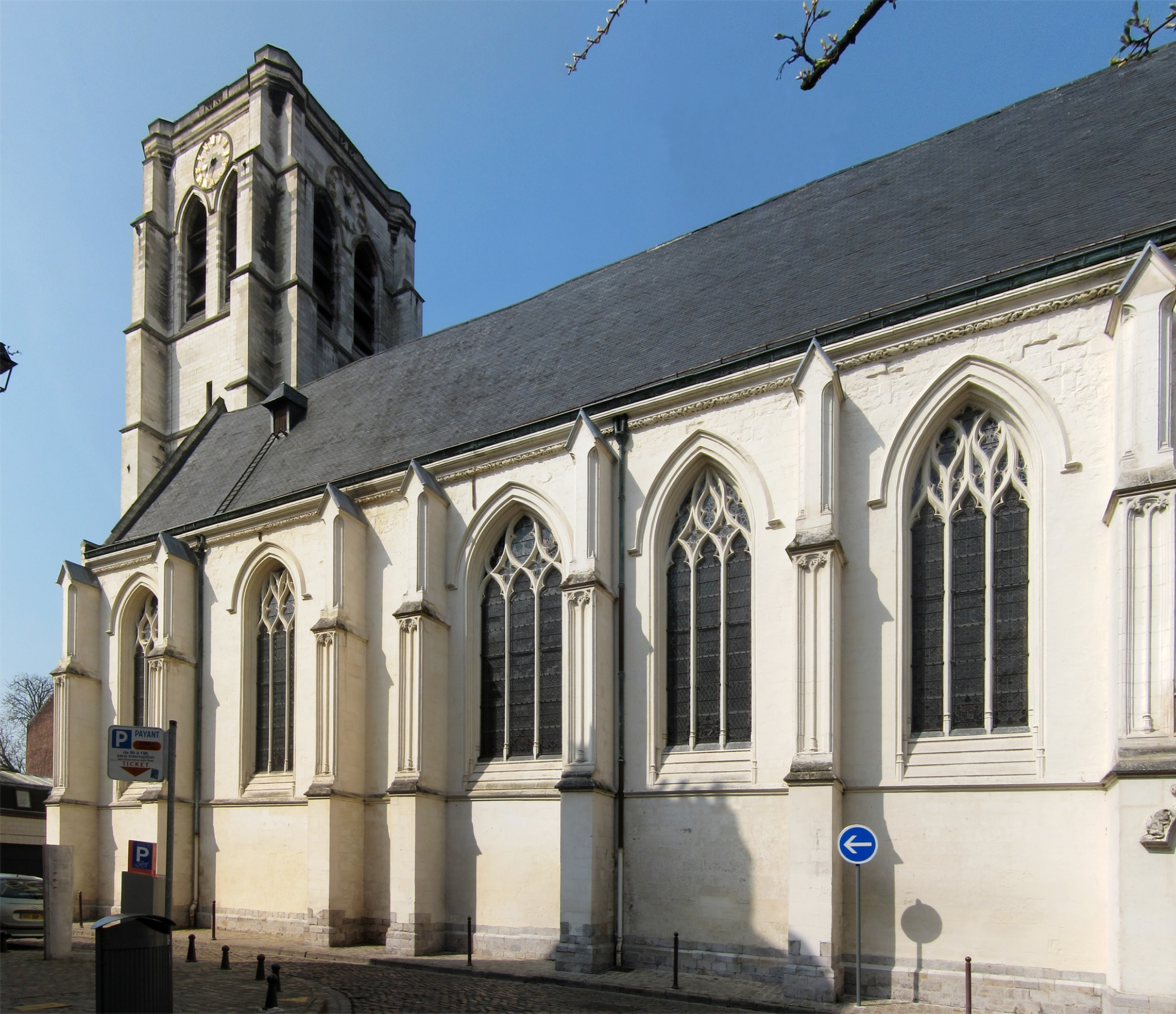
Vue du côté Sud
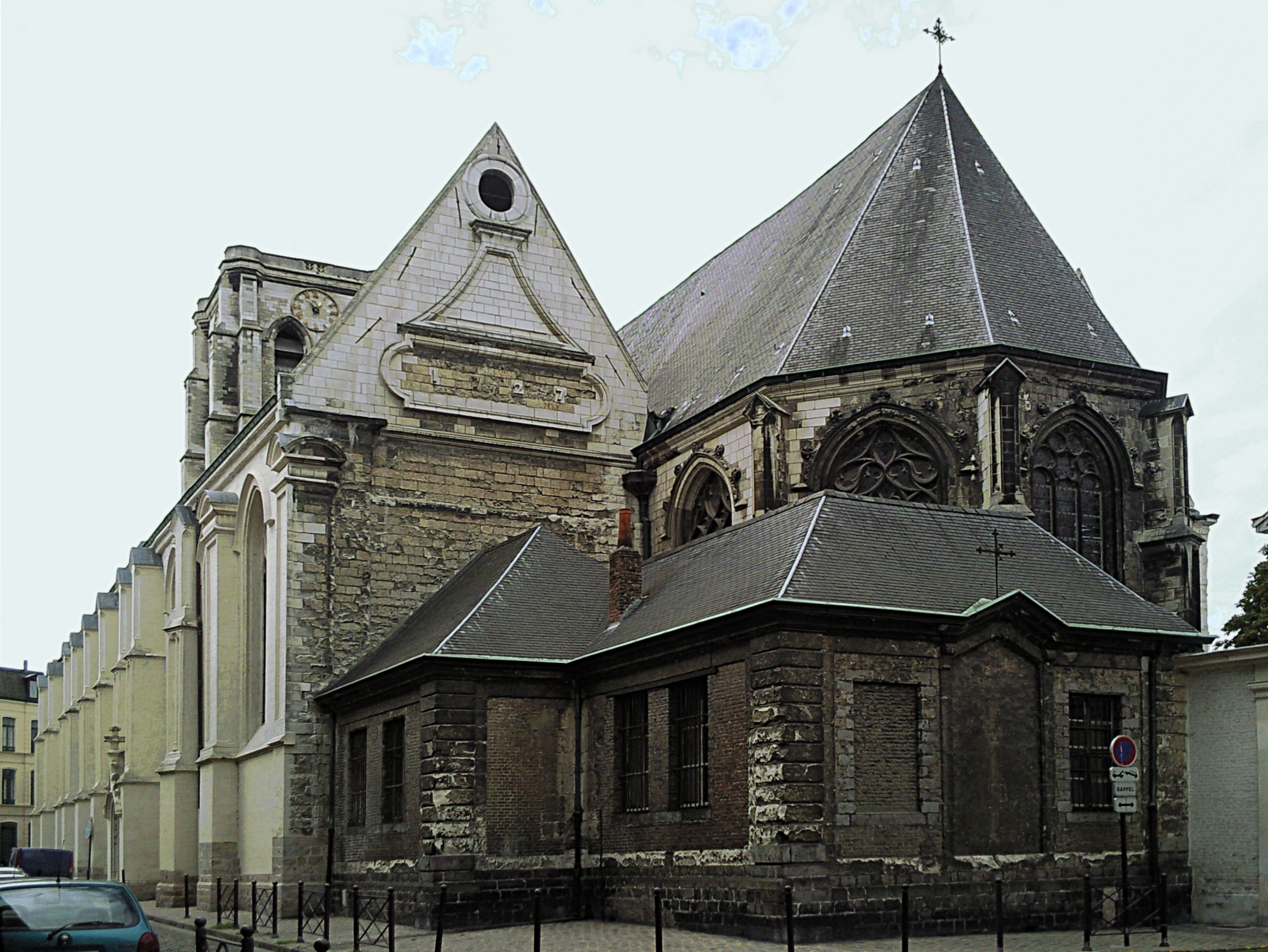
Vue arrière

Aux plafonds, les fausses voûtes d'ogives en plâtre posées entre 1857 et 1862 ont été enlevées dans les années 1960 pour restituer les berceaux lambrissés d'origine.

Intérieur de l'église Sainte-Catherine de Lille
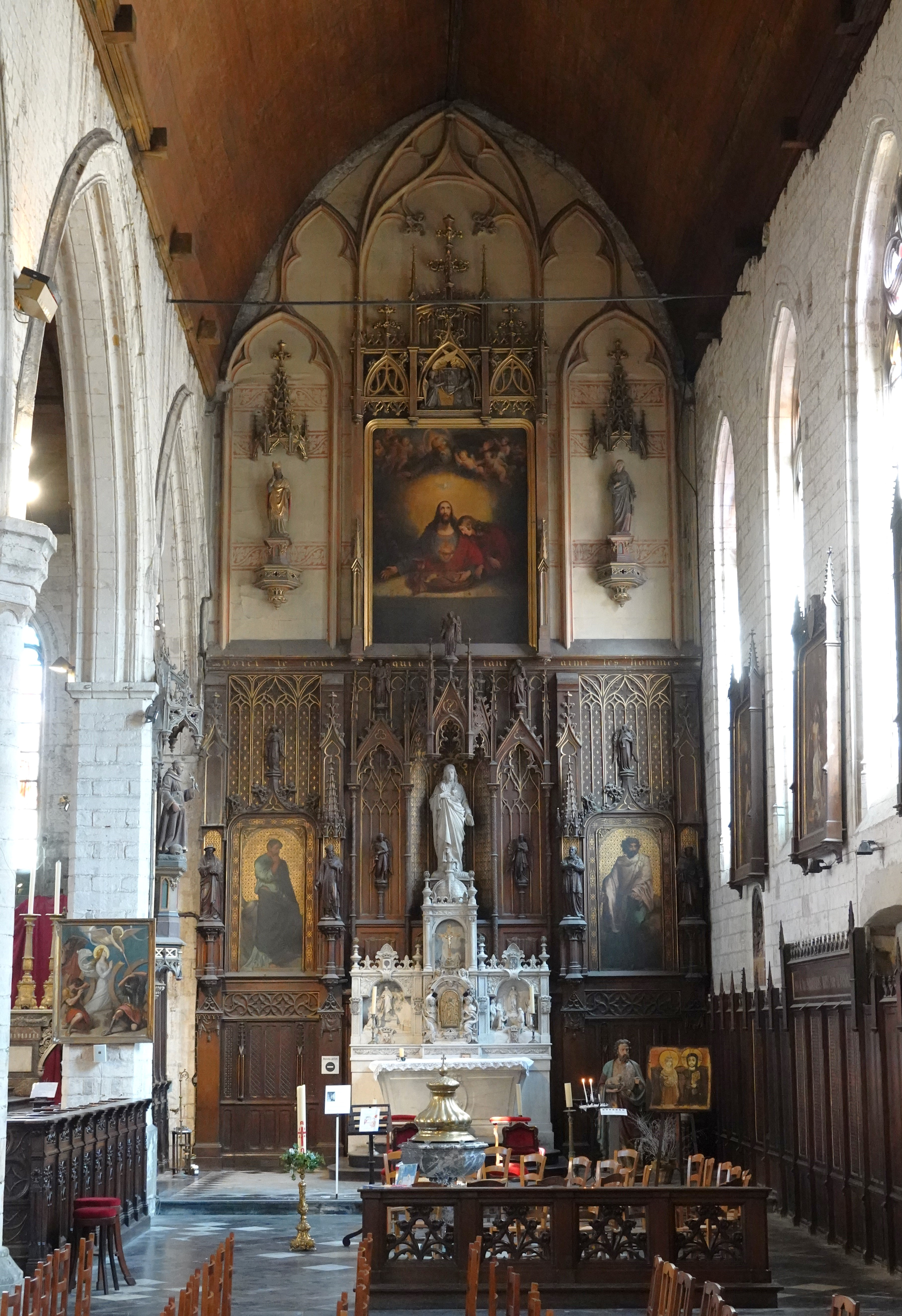
Collatéral Sud (Chapelle du Sacré-Cœur)
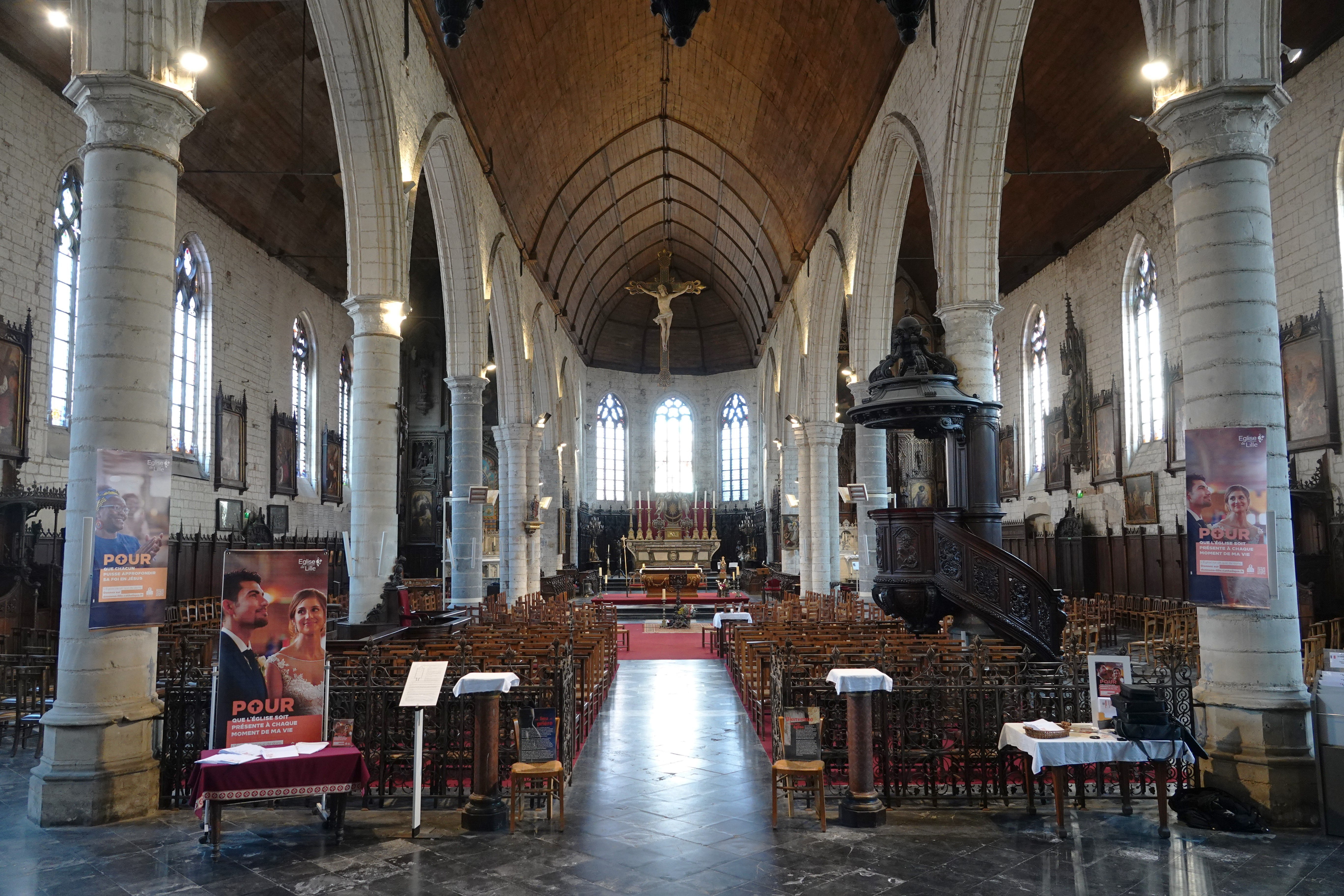
Nef centrale
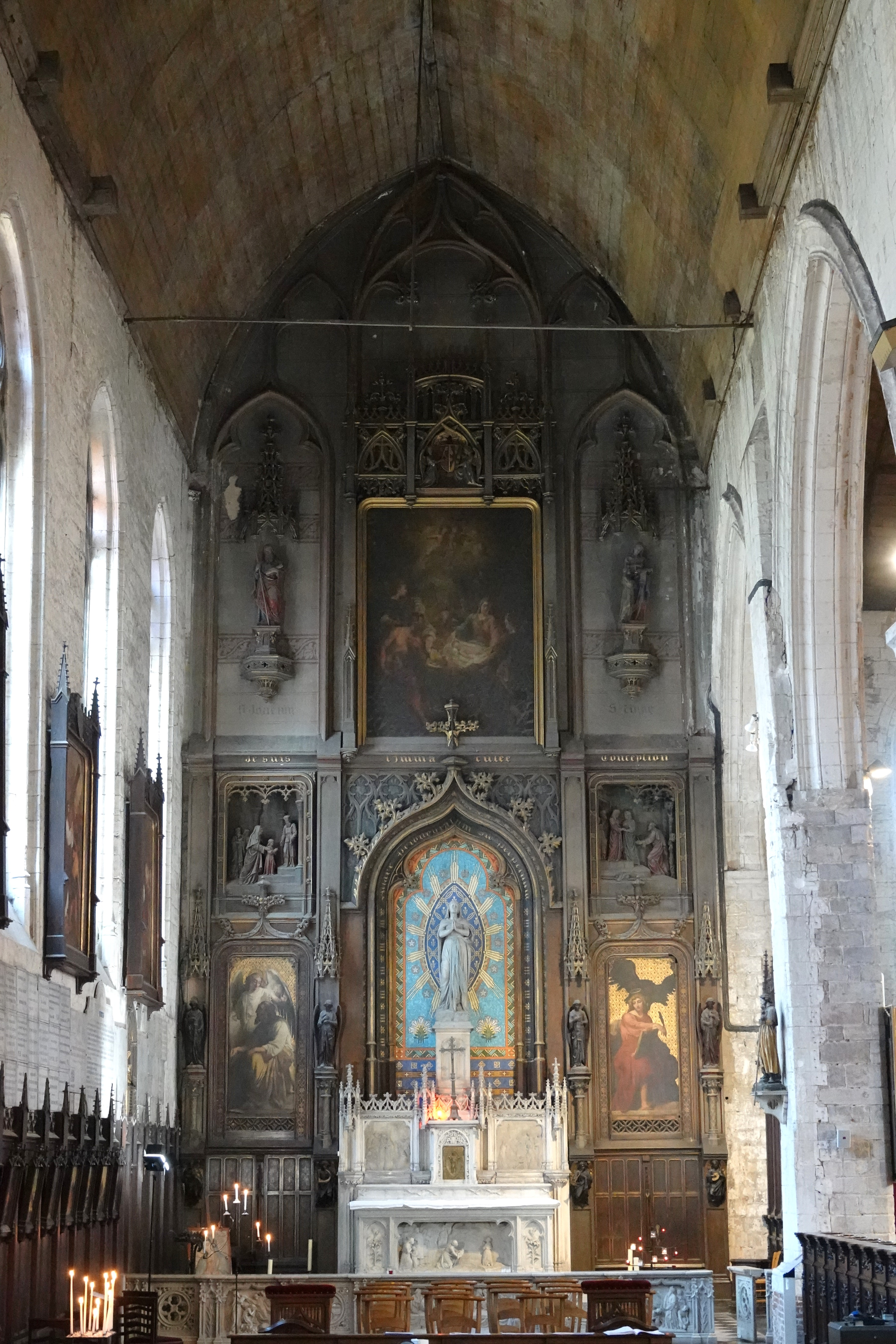
Collatéral Nord (Chapelle de Notre-Dame-de-Lourdes)

### Vitraux
Les vitraux de la nef ont été réalisés par le peintre verrier lillois Henri Evaldre (1829-1900) et celui de la baie axiale du chevet, représentant le Triomphe de Sainte Catherine, a été exécuté par le peintre verrier parisien Félix Gaudin. Ce vitrail a été réalisé d'après les indications de l'architecte Louis-Marie Cordonnier (1854-1940).

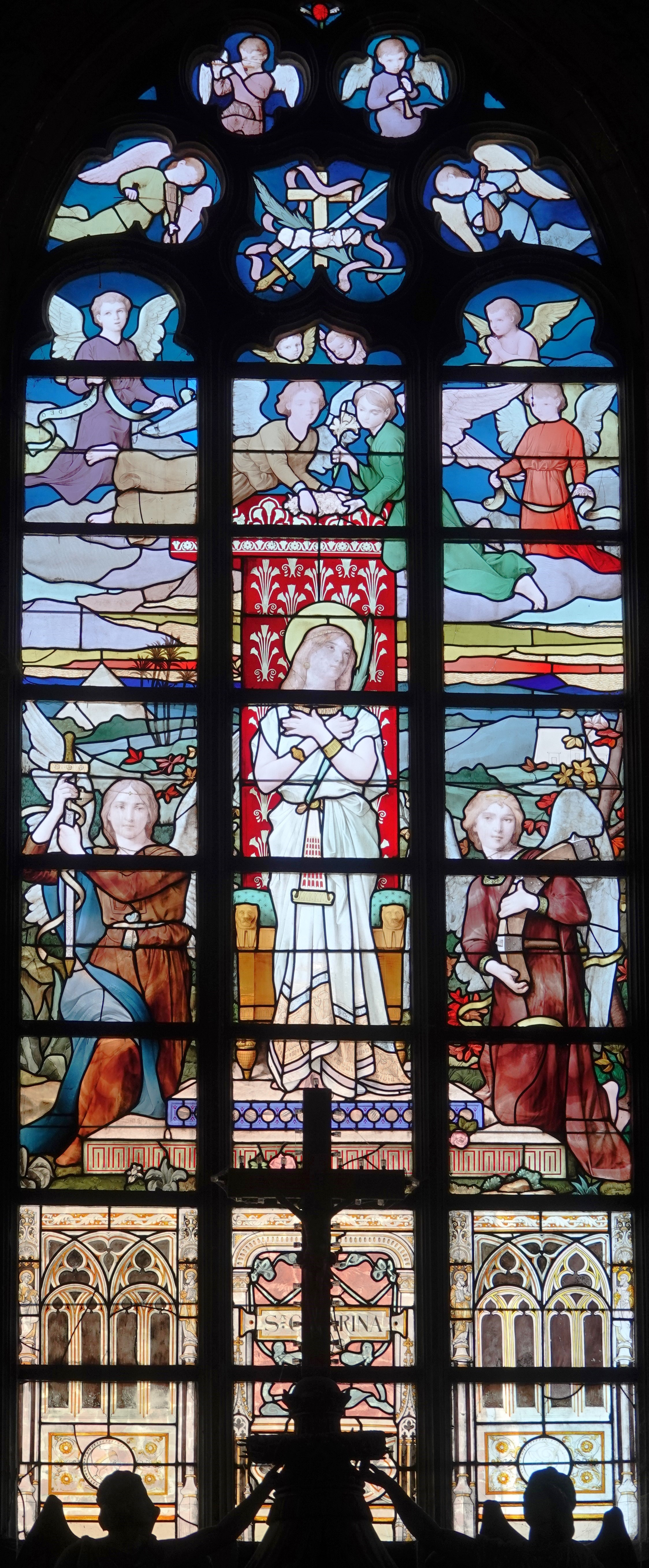
Le triomphe de Sainte-Catherine par Félix Gaudin (1893)

### Sculptures
Une sculpture en bois d'origine allemande représentant sainte Catherine est arrivé tardivement dans l'église.

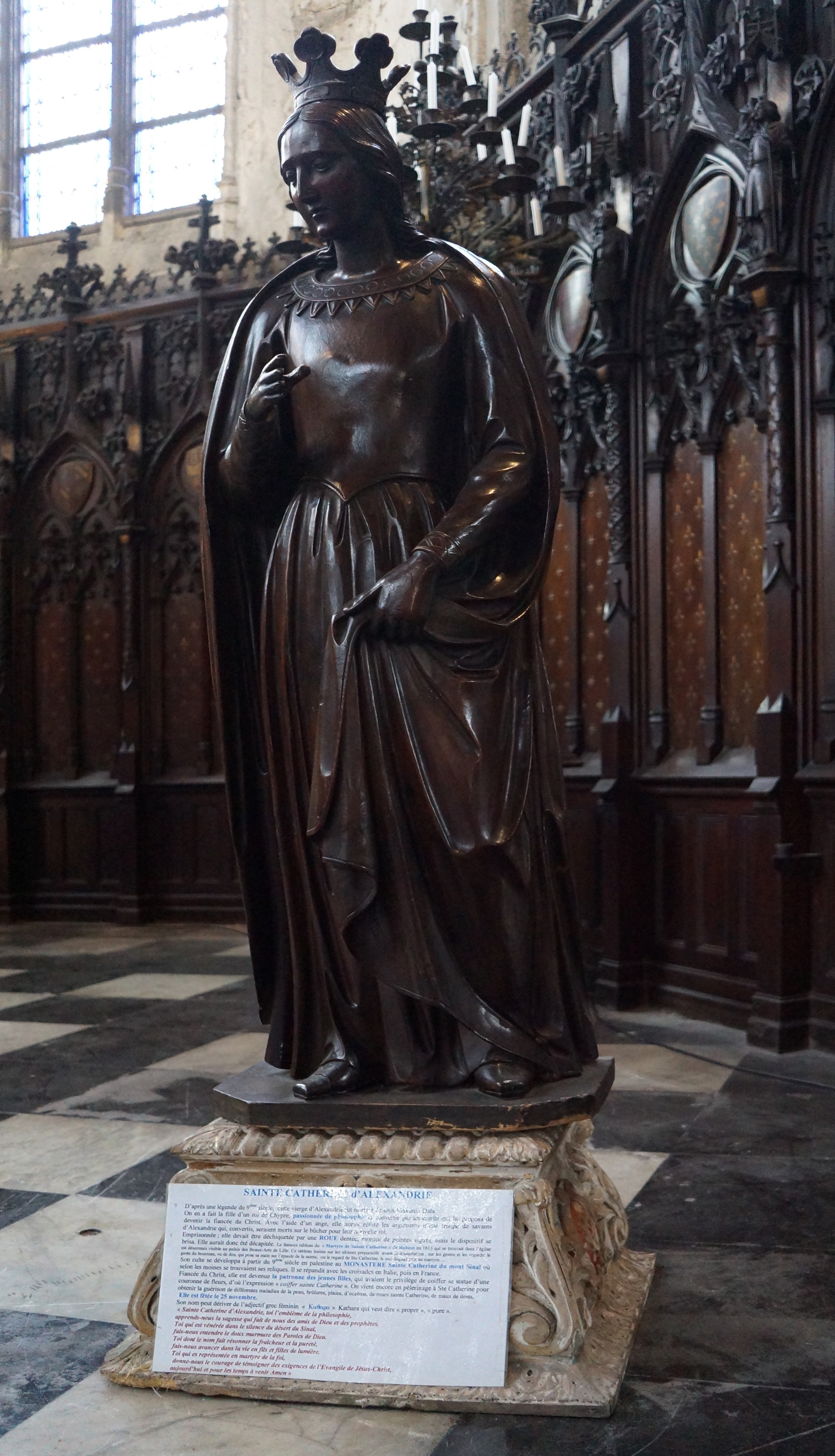
Statue en bois de Sainte-Catherine

### Peintures
L'église possède également un ensemble de tableaux parmi lesquels quatre tableaux figurant les Docteurs de l'Église, généralement attribués à Gerard Seghers (1591-1651), peintre de l'école flamande. 

Peintures de Seghers
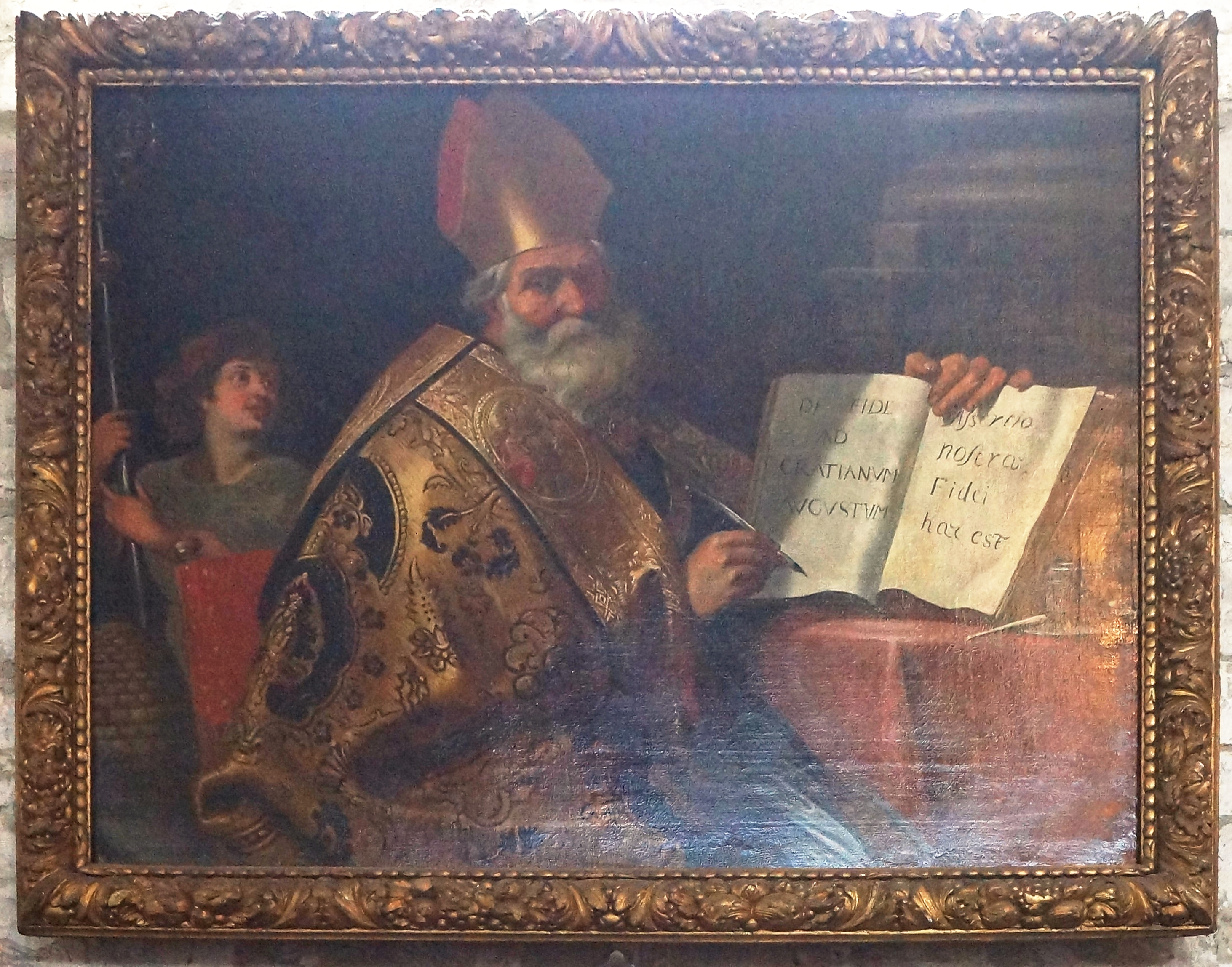
Saint Ambroise
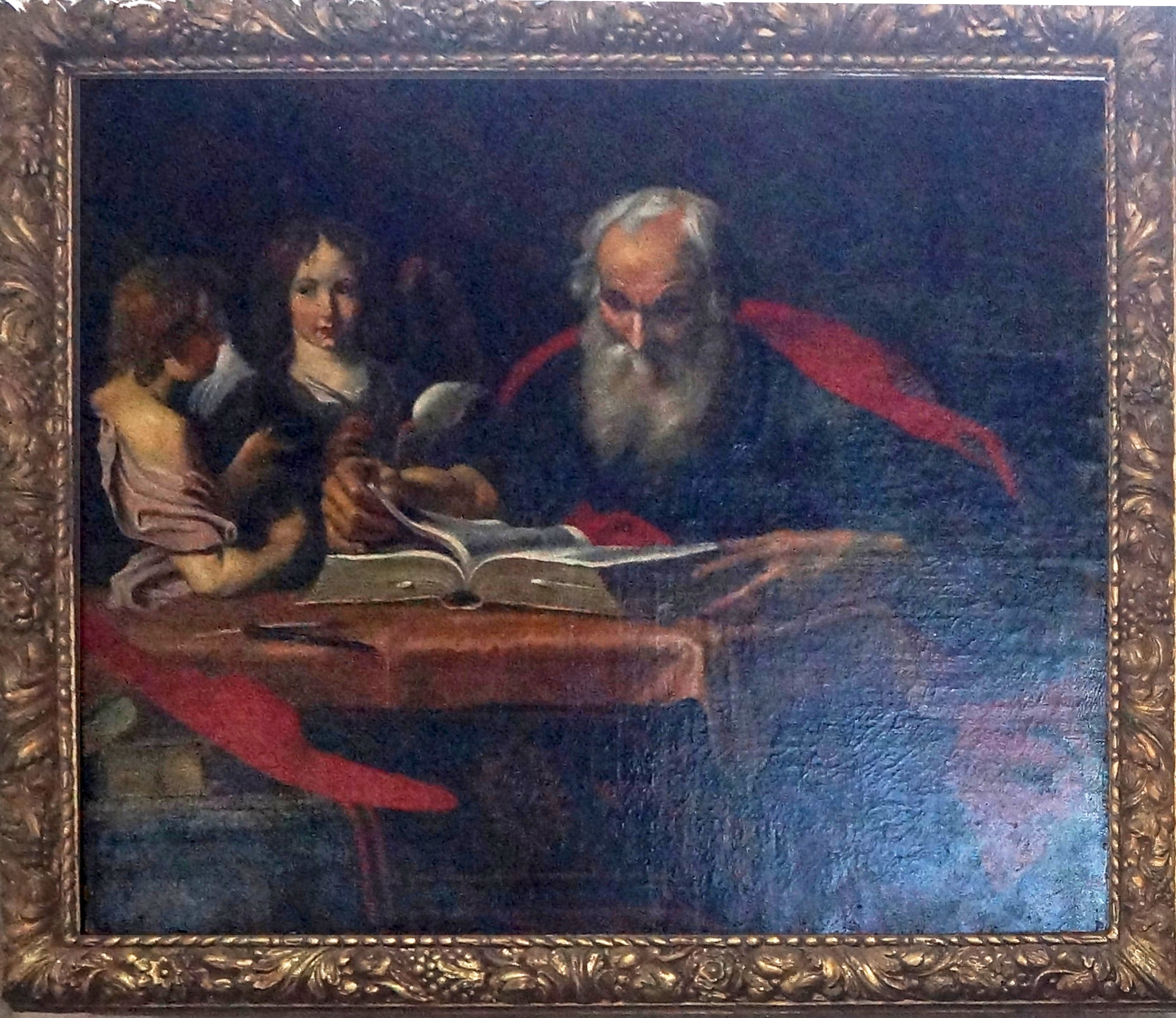
Saint Jérôme
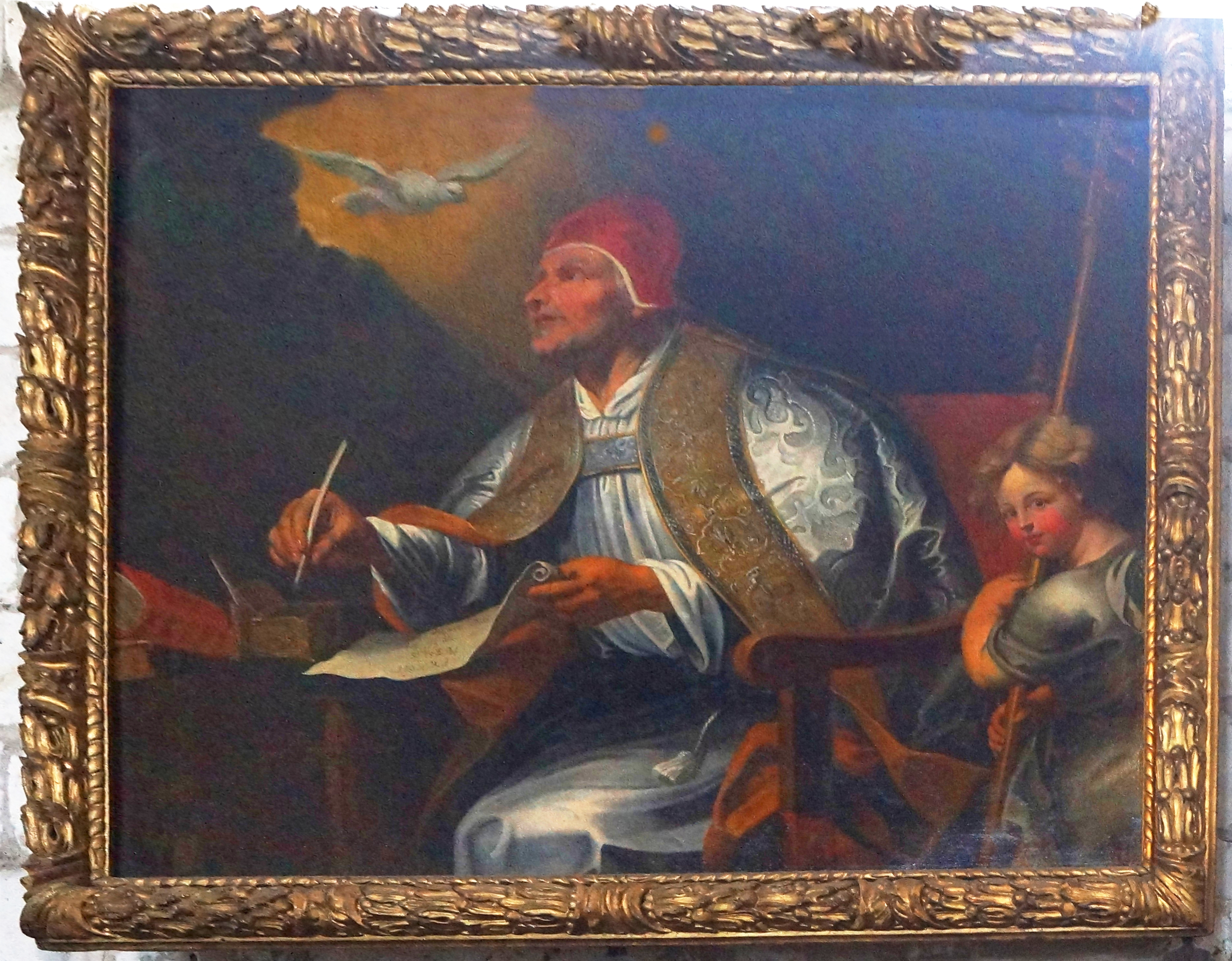
Saint Grégoire le Grand

Elle renferme également des représentations de saint Mathieu, saint Jean l'Évangéliste, saint Marc et saint Luc par Victor Mottez (1809-1897), placées dans le chœur et les chapelles latérales, ainsi que le Christ au Jardin des Oliviers, le Reniement de saint Pierre et le Christ au tombeau du même auteur. 

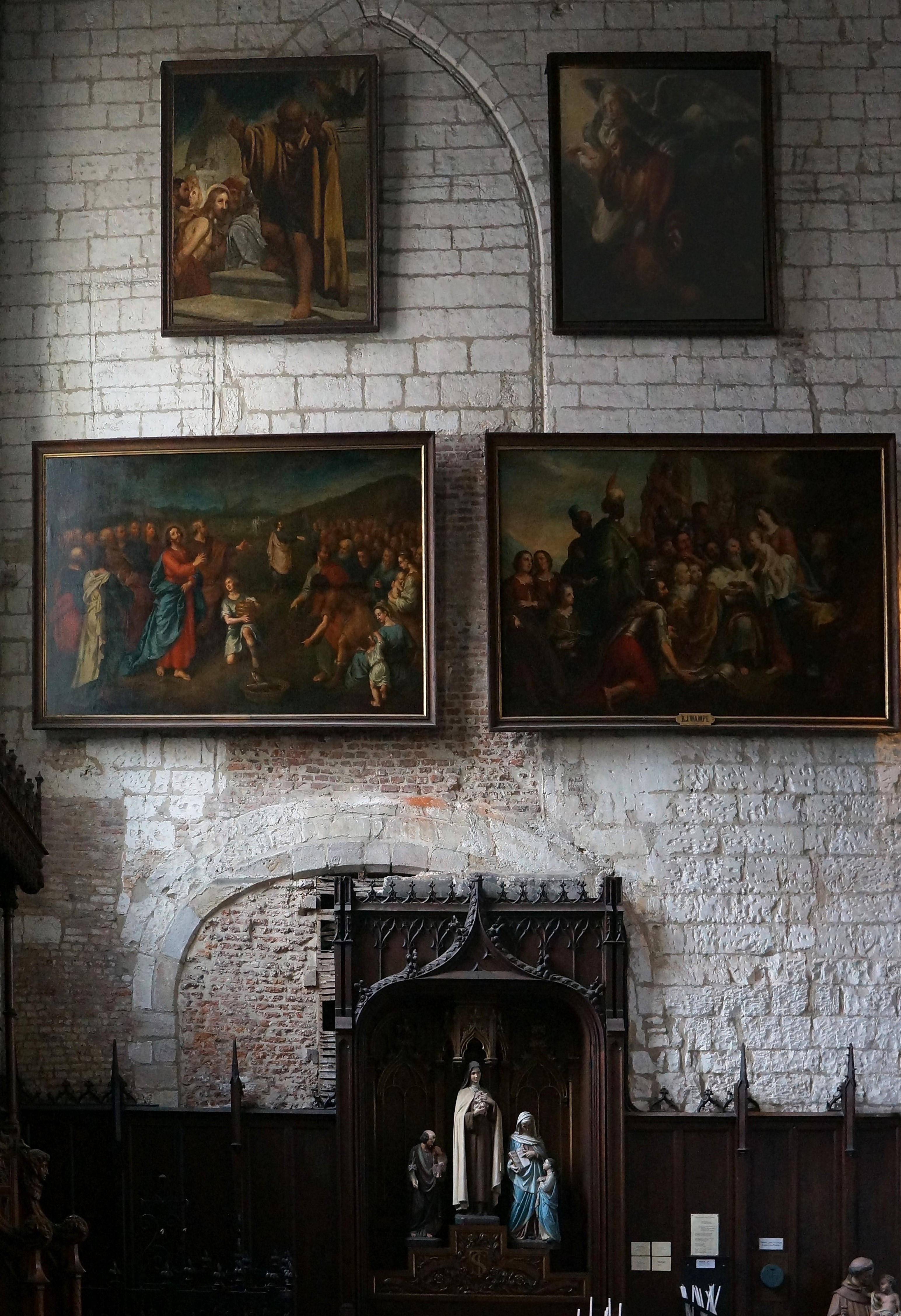
Les œuvres de Victor Mottez et de Bernard-Joseph Wamps du mur pignon S-O
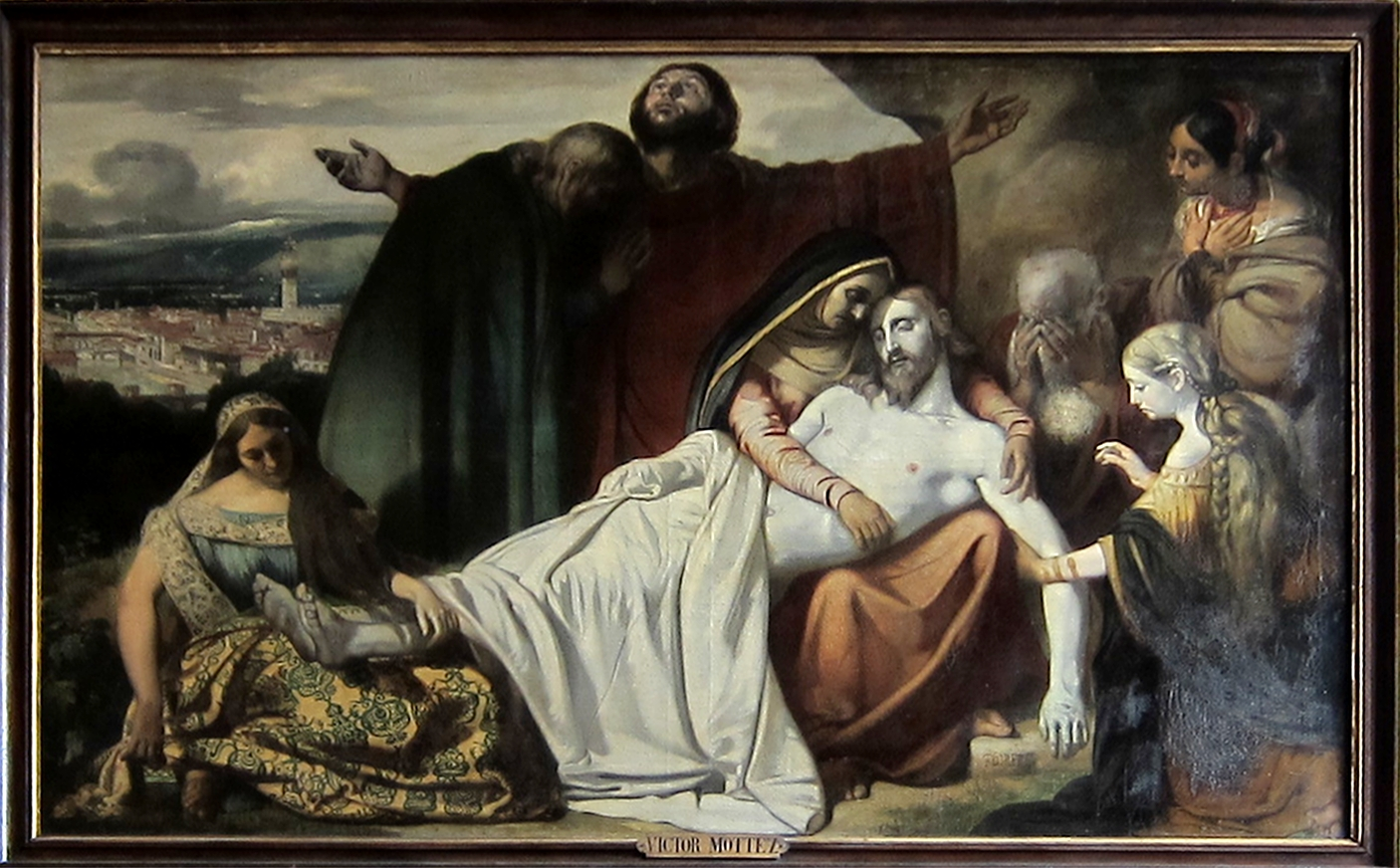
Le Christ au tombeau

Au dessus de la partie en bois du retable du Sacré-Coeur, on peut admirer un magnifique tableau appelé La Cène attribué au peintre flamand Pierre-Joseph Witdoeck.

L’œuvre de Pierre Paul Rubens Le martyre de sainte Catherine, présenté actuellement au Palais des Beaux-arts de Lille, était à l'origine présenté dans l'église. Le tableau a été donné par Jean de Seur et sa femme à l’église Sainte-Catherine de Lille vers 1615 pour orner le maître-autel. Conseiller des archiducs Albert et Isabelle puis commis ordinaire de leurs finances, Jean de Seur était paroissien de l’église où il fut inhumé en 1621. Une reproduction imprimée de qualité médiocre est visible à l'intérieur de l'église.

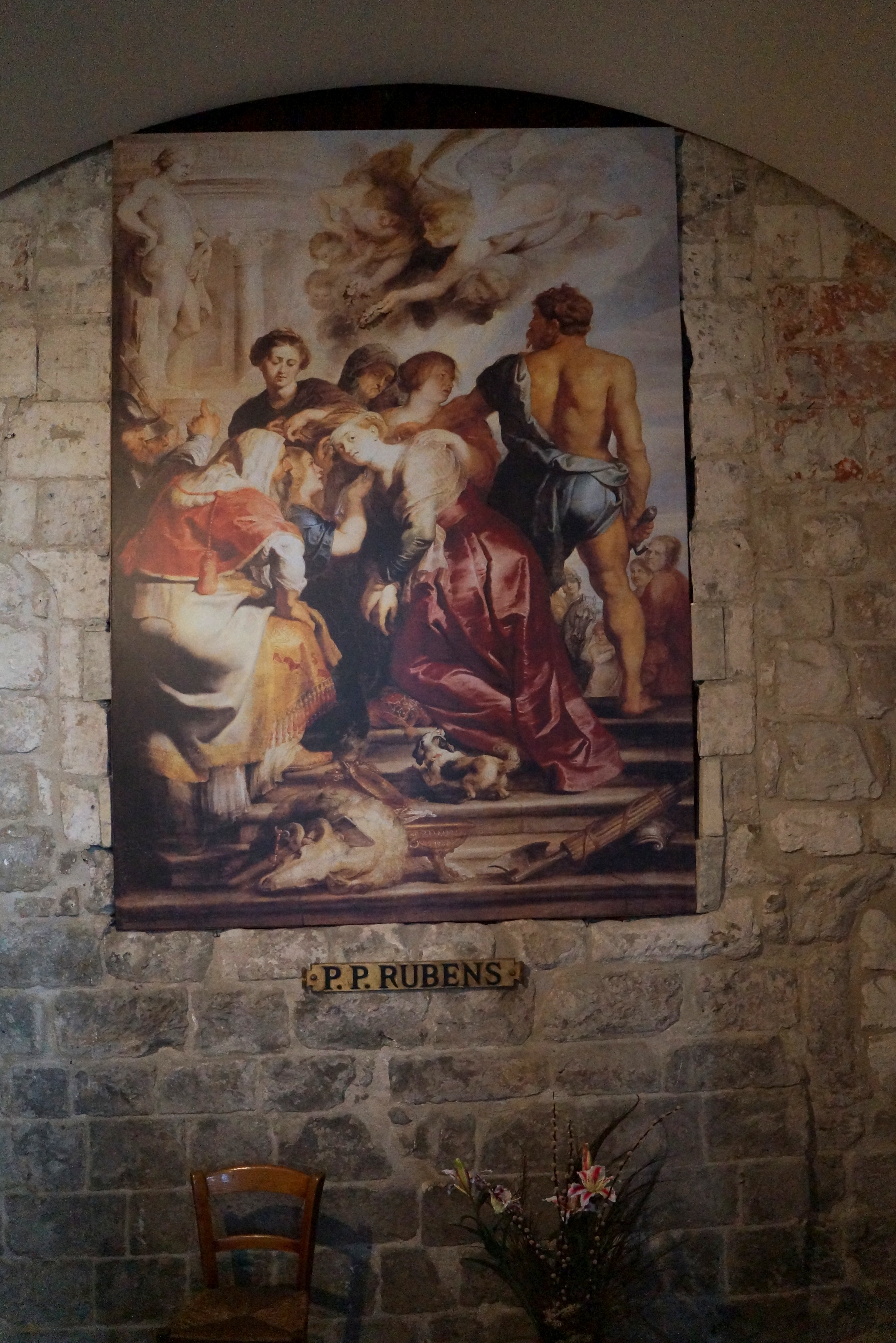
Fac-similé du tableau représentant le "Martyre de Sainte Catherine" (1615), propriété de l'église Sainte-Catherine, il est exposé au Palais des Beaux-Arts, à Lille

En 2010, l'église reçoit en don un tableau représentant le martyre de Sainte-Catherine par Jean-Antoine-Raymond Balze.

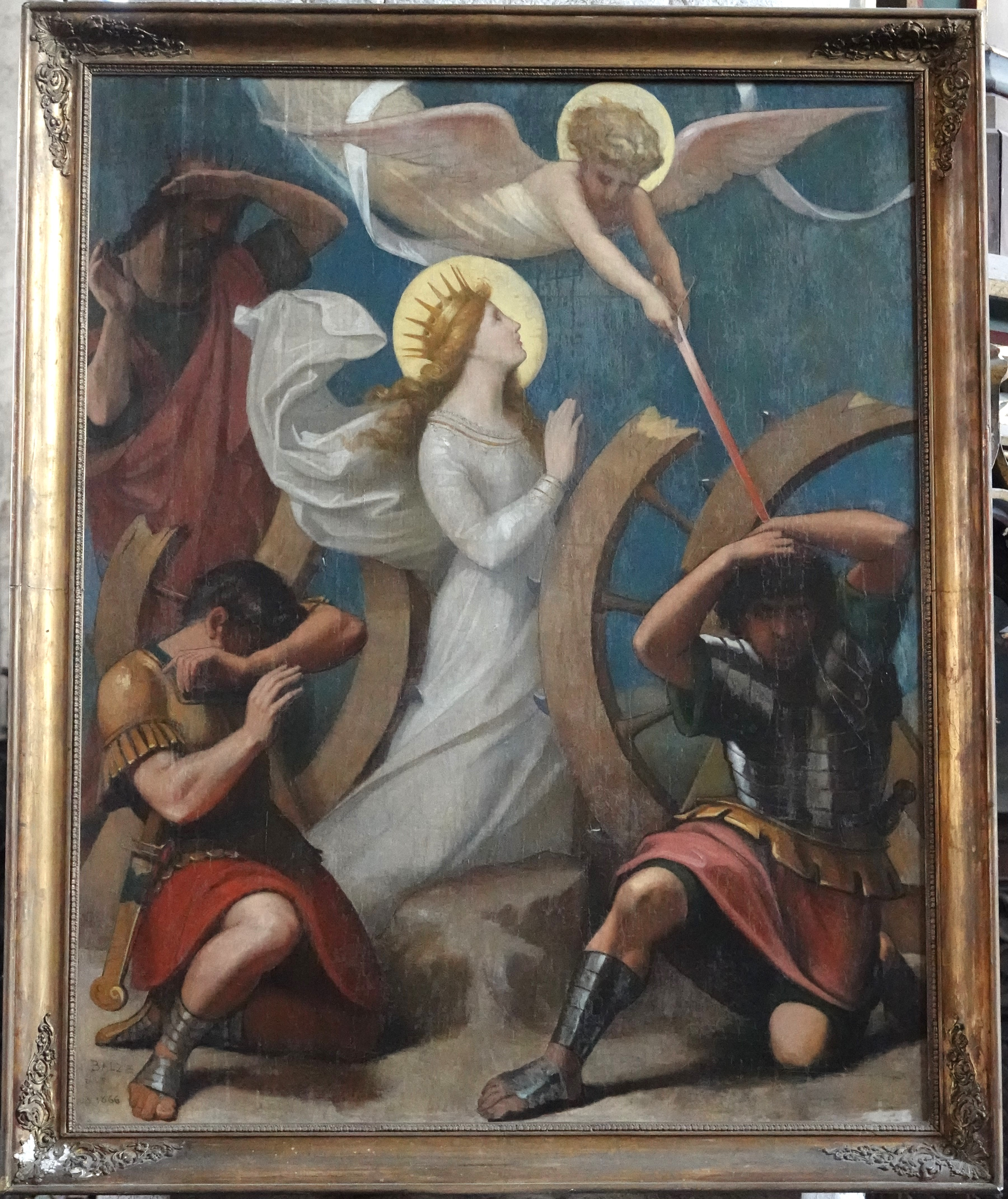
Le Martyre de Sainte Catherine par Balze

### Mobilier

#### Les ateliers Buisine et le mobilier de l'église
L'intérieur de l'église Sainte-Catherine contient un important mobilier de bois sculptés réalisés, entièrement ou en partie, par les ateliers Buisine de Lille principalement au cours de la seconde moitié du XIXe siècle. Ces célèbres ateliers de menuiserie, d'ébénisterie et de sculpture ont été fondés au XVIIème siècle et se sont transmis de père en fils. 
Désiré Buisine, son fils Charles Buisine-Rigot et son petit-fils Edouard Buisine ont ainsi réalisés pour l'église, qui était leur paroisse, la chaire, le banc d'œuvre,  les statues de Pierre et Paul au fond de la nef, les cloisons murales du chœur, les cloisons murales de la nef, les retables en bois des autels latéraux, l'autel de Notre-Dame-de-Lourdes, les stalles, les six confessionnaux. 

#### La Chaire (1840)
Vers 1840, la chaire est imaginée par l'architecte Charles Benvignat (1805-1877) puis réalisé par le sculpteur César Théodore Huidiez et le menuisier Désiré Buisine. Elle remploye plusieurs éléments de mobilier du XVIIIe siècle. 

#### Le banc d'œuvre (1850-1851)
En 1850-1851, Charles Buisine-Rigot, qui a pris la direction de l'atelier Buisine, réalise le banc d'œuvre (face à la chaire) dans le goût du XVIIIe siècle.

#### Les statues de Saint Pierre et de Saint Paul (1855)
En 1855, Charles Buisine-Rigot fournit les statues de Saint Pierre et Saint Paul placées dans des niches néogothiques ouvragées.

#### Les cloisons murales du chœur et de la nef (1857-1870)
En 1857,  les ateliers Buisine-Rigot créent les cloisons séparant le chœur des chapelles latérales puis les boiseries du chœur vers 1860, et enfin celles de la nef vers 1870.

#### Les stalles (1877)
En décembre 1877, Charles Buisine-Rigot livre pour sa paroisse, un important ensemble de 60 stalles réalisées d'après les plans de l'architecte de Tourcoing Charles Maillard-Desurmont,. Elles sont établies sur deux niveaux (stalles hautes et stalles basses) et présentent 72 figures de saints. Parmi ces saints figurent des docteurs de l'Église, des fondateurs d'ordre religieux, des saints de France et des saints de la région. Les blasons figurants sur les cloisons surmontant les stalles sont ceux des comtes de Flandres. 

#### Les confessionnaux (1895-1900)
Les six élégants confessionnaux se trouvant le long de la nef ont été dessinés par Louis-Marie Cordonnier et réalisés par les ateliers Buisine dirigés, depuis 1893, par Edouard Buisine (1856-1935), le fils de Charles. Quatre sont livrés en 1895 et deux autres vers 1900.  

## L'orgue
L'église renferme aussi le plus ancien buffet d'orgue de Lille, daté de 1644. La partie instrumentale est plus récente (Schyven,1884).

### Livres (par ordre chronologique)
- Collectif, L'église Sainte-Catherine de Lille, Association des amis de l'église Sainte-Catherine, 1991, 52 p. (ISBN 2-9505698-0-3)
- Yvette Henel, Les rencluses du cimetière de Sainte-Catherine à Lille, Lille, Association des amis de l'église Sainte-Catherine, 1998, 136 p.
- Yvette Henel, Sainte-Catherine : Contribution à l'histoire de la plus ancienne église de Lille, Lille, Les amis de l'église Sainte-Catherine, 2005, 68 p.
- Agnès Marsÿ-Debatte, Fabuleuse histoire des saints des stalles de l'église Sainte-Catherine, Association Sainte-Catherine - Vieux Lille d'Hier à Demain, 2014, 104 p.

### Revues
- Bulletins de l'Association des amis de l'église Sainte-Catherine publiés entre 1990 et 2008.

### Articles (par ordre chronologique)
- Agnès Marsy, « Une œuvre de l'orfèvre tournaisien Caters dans l'église Sainte Catherine de Lille », Annales du Comité Flamand de France, vol. 59,‎ 2001, p. 111-117
- Catherine Guillot, « Une peinture de Raymond Balze à l'église paroissiale Sainte-Catherine de Lille », Lille simplement, no 4,‎ décembre 2013, p. 13-25.